# Taurocletodes gallicus
Taurocletodes gallicus är en kräftdjursart som beskrevs av Kunz. Taurocletodes gallicus ingår i släktet Taurocletodes och familjen Cletodidae. Inga underarter finns listade i Catalogue of Life.